# Миссия невыполнима
«Миссия невыполнима» (англ. Mission: Impossible) — американская медиафраншиза, начавшаяся с одноимённого сериала (1966—1973) и завершившаяся фильмом «Миссия невыполнима: Финальная расплата» (2025). К 2011 году франшиза принесла более 4 миллиардов долларов дохода, что сделало её одной из самых кассовых медиафраншиз всех времён.

## Сводные таблицы различных медиа по франшизе

### Сериалы
| Название                  | Сезоны | Эпизоды | Трансляция в США | Трансляция в США | Канал | Создатель   |
| Название                  | Сезоны | Эпизоды | Начало           | Конец            | Канал | Создатель   |
| ------------------------- | ------ | ------- | ---------------- | ---------------- | ----- | ----------- |
| Миссия невыполнима (1966) | 1      | 28      | 17 сентября 1966 | 22 апреля 1967   | CBS   | Брюс Геллер |
| Миссия невыполнима (1966) | 2      | 25      | 10 сентября 1967 | 17 марта 1968    | CBS   | Брюс Геллер |
| Миссия невыполнима (1966) | 3      | 25      | 29 сентября 1968 | 20 апреля 1969   | CBS   | Брюс Геллер |
| Миссия невыполнима (1966) | 4      | 26      | 28 сентября 1969 | 29 марта 1970    | CBS   | Брюс Геллер |
| Миссия невыполнима (1966) | 5      | 23      | 19 сентября 1970 | 17 марта 1971    | CBS   | Брюс Геллер |
| Миссия невыполнима (1966) | 6      | 22      | 18 сентября 1971 | 26 февраля 1972  | CBS   | Брюс Геллер |
| Миссия невыполнима (1966) | 7      | 22      | 16 сентября 1972 | 30 марта 1973    | CBS   | Брюс Геллер |
| Миссия невыполнима (1988) | 1      | 19      | 23 октября 1988  | 6 мая 1989       | ABC   | Брюс Геллер |
| Миссия невыполнима (1988) | 2      | 16      | 21 сентября 1989 | 24 февраля 1990  | ABC   | Брюс Геллер |

### Кинофильм-компиляция на основе эпизодов сериала 1966 года
| Название                        | Дата релиза  | Эпизоды сериала вошедшие в состав   |
| ------------------------------- | ------------ | ----------------------------------- |
| Миссия невыполнима против мафии | Декабрь 1969 | «Совет. Часть 1» и «Совет. Часть 2» |

### Фильмы
Кинофильмы по франшизе представляют из себя серию шпионских боевиков, состоящую из восьми частей, выпущенных с 1996 по 2025 год, и основанную на одноимённом телесериале. В центре сюжета — история агента Итана Ханта, роль которого на протяжении всей серии исполнял Том Круз.
| Фильм                                    | Дата релиза     | Режиссёр            | Сценарист(ы)                                    | Сюжет                                           | Продюсер(ы)                                                                          |
| ---------------------------------------- | --------------- | ------------------- | ----------------------------------------------- | ----------------------------------------------- | ------------------------------------------------------------------------------------ |
| Миссия невыполнима                       | 22 мая 1996     | Брайан Де Пальма    | Дэвид Кепп и Роберт Таун                        | Дэвид Кепп и Роберт Таун                        | Том Круз и Пола Вагнер                                                               |
| Миссия невыполнима 2                     | 24 мая 2000     | Джон Ву             | Роберт Таун                                     | Брэннон Брага и Рональд Мур                     | Том Круз и Пола Вагнер                                                               |
| Миссия невыполнима 3                     | 5 мая 2006      | Джей Джей Абрамс    | Джей Джей Абрамс, Роберто Орси и Алекс Куртцман | Джей Джей Абрамс, Роберто Орси и Алекс Куртцман | Том Круз и Пола Вагнер                                                               |
| Миссия невыполнима: Протокол Фантом      | 16 декабря 2011 | Брэд Бёрд           | Джош Аппелбаум и Андре Немец                    | Джош Аппелбаум и Андре Немец                    | Том Круз, Джей Джей Абрамс и Брайан Берк                                             |
| Миссия невыполнима: Племя изгоев         | 31 июля 2015    | Кристофер Маккуорри | Кристофер Маккуорри                             | Дрю Пирс и Кристофер Маккуорри                  | Том Круз, Джей Джей Абрамс, Брайан Берк, Дэвид Эллисон, Дана Голдберг и Дон Грэнджер |
| Миссия невыполнима: Последствия          | 27 июля 2018    | Кристофер Маккуорри | Кристофер Маккуорри                             | Кристофер Маккуорри                             | Том Круз, Джей Джей Абрамс, Кристофер Маккуорри и Джек Майерс                        |
| Миссия невыполнима: Смертельная расплата | 12 июля 2023    | Кристофер Маккуорри | Кристофер Маккуорри и Эрик Йендерсен            | Кристофер Маккуорри и Эрик Йендерсен            | Том Круз и Кристофер Маккуорри                                                       |
| Миссия невыполнима: Финальная расплата   | 23 мая 2025     | Кристофер Маккуорри | Кристофер Маккуорри и Эрик Йендерсен            | Кристофер Маккуорри и Эрик Йендерсен            | Том Круз и Кристофер Маккуорри                                                       |

### Саундтреки
| #  | Название                                                                  | Дата выхода | Заметка(и) | Примечание(я) |
| -- | ------------------------------------------------------------------------- | ----------- | ---------- | ------------- |
| 1  | Music from Mission: Impossible                                            |             |            |               |
| 2  | Mission: Impossible — Music from and Inspired by the Motion Picture       |             |            |               |
| 3  | Music from and Inspired by Mission: Impossible 2                          |             |            |               |
| 4  | Mission: Impossible 2 — Music from the Motion Picture Score               |             |            |               |
| 5  | Mission: Impossible III — Music by Michael Giacchino                      |             |            |               |
| 6  | Mission: Impossible — Ghost Protocol (Music from the Motion Picture)      |             |            |               |
| 7  | Mission: Impossible — Rogue Nation (Music from the Motion Picture)        |             |            |               |
| 8  | Mission: Impossible — Fallout (Music from the Motion Picture)             |             |            |               |
| 9  | Mission: Impossible — Dead Reckoning (Music from the Motion Picture)      |             |            |               |
| 10 | Mission: Impossible — The Final Reckoning (Music from the Motion Picture) |             |            |               |

### Видеоигры
| # | Название                              | Дата выхода | Заметка(и)                                                                                     | Примечание(я) |
| - | ------------------------------------- | ----------- | ---------------------------------------------------------------------------------------------- | ------------- |
| 1 | Mission: Impossible                   | 1990        | Вышла на NES. Основана на возрождении сериала 1988 года.                                       |               |
| 2 | Mission: Impossible                   | 1991        | Вышла на MS-DOS. Основана на возрождении сериала 1988 года.                                    | [ 2 ]         |
| 3 | Mission: Impossible                   | 1998        | Вышла на Nintendo 64, потом в 1999 году портирована на PlayStation. Основана на первом фильме. |               |
| 4 | Mission: Impossible                   | 2000        | Вышла на Game Boy Color. Основана на первом фильме.                                            |               |
| 5 | Mission: Impossible — Operation Surma | 2003        | Вышла на Game Boy Advance, Xbox, PlayStation 2 и GameCube.                                     |               |

### Книги
| #  | Название                                      | Дата выхода | Автор                                            | Заметка(и)                     | Примечание(я) |
| -- | --------------------------------------------- | ----------- | ------------------------------------------------ | ------------------------------ | ------------- |
| 1  | Mission: Impossible 1                         | 1967        | Уолтер Уэйджер (в титрах указан как Джон Тайгер) | Часть серии                    |               |
| 2  | Mission: Impossible 2: Code Name: Judas       | 1968        | Джим Лоуренс (в титрах указан как Макс Уокер)    | Часть серии                    |               |
| 3  | Mission: Impossible 3: Code Name: Rapier      | 1968        | Джим Лоуренс (в титрах указан как Макс Уокер)    | Часть серии                    |               |
| 4  | Mission: Impossible 4: Code Name: Little Ivan | 1969        | Уолтер Уэйджер (в титрах указан как Джон Тайгер) | Часть серии                    |               |
| 5  | Mission: Impossible 5: The Priceless Particle | 1969        | Талмейдж Пауэлл                                  | Часть серии                    |               |
| 6  | Mission: Impossible 6: The Money Explosion    | 1970        | Талмейдж Пауэлл                                  | Часть серии                    |               |
| 7  | Mission Impossible                            | 1996        | Питер Барсоккини                                 | Новеллизация фильма Тома Круза |               |
| 8  | Mission Impossible 8: The Aztec Imperative    | 1996        | Джеймс Лусено                                    | Серия привязок к серии фильмов |               |
| 9  | Mission Impossible: 9 Ring Of Fire            | 1996        | Том Филбин                                       | Серия привязок к серии фильмов |               |
| 10 | Mission Impossible 10: The Doomsday Summit    | 1996        | Том Филбин                                       | Серия привязок к серии фильмов |               |

### Комиксы
| # | Название            | Дата выхода | Заметка(и)                                               | Примечание(я) |
| - | ------------------- | ----------- | -------------------------------------------------------- | ------------- |
| 1 | Mission: Impossible | 1967        | Серия из пяти выпусков, опубликованных Dell Comics       |               |
| 2 | Mission: Impossible | 1972        | Комикс, опубликованный в Countdown/TV Action             |               |
| 3 | Mission: Impossible | 1996        | Приквел к фильму 1996 года, опубликованный Marvel Comics |               |

## Актёры и персонажи
| Персонаж                                       | Фильм                | Фильм                | Фильм                | Фильм                               | Фильм                            | Фильм                           | Фильм                                    | Фильм                                  |
| Персонаж                                       | Миссия невыполнима   | Миссия невыполнима 2 | Миссия невыполнима 3 | Миссия невыполнима: Протокол Фантом | Миссия невыполнима: Племя изгоев | Миссия невыполнима: Последствия | Миссия невыполнима: Смертельная расплата | Миссия невыполнима: Финальная расплата |
| ---------------------------------------------- | -------------------- | -------------------- | -------------------- | ----------------------------------- | -------------------------------- | ------------------------------- | ---------------------------------------- | -------------------------------------- |
| Итан Хант                                      | Том Круз             | Том Круз             | Том Круз             | Том Круз                            | Том Круз                         | Том Круз                        | Том Круз                                 | Том Круз                               |
| Лютер Стикелл                                  | Винг Рэймс           | Винг Рэймс           | Винг Рэймс           | Винг Рэймс                          | Винг Рэймс                       | Винг Рэймс                      | Винг Рэймс                               | Винг Рэймс                             |
| Компаньон Макс (1)Связной Фога (4)             | Андреас Вишневски    |                      |                      | Андреас Вишневски                   |                                  |                                 |                                          |                                        |
| Руководитель ОМН / директор ЦРУ Юджин Киттридж | Генри Черни          |                      |                      |                                     |                                  |                                 | Генри Черни                              | Генри Черни                            |
| Джим Фелпс                                     | Джон Войт            |                      |                      |                                     |                                  |                                 |                                          |                                        |
| Клэр Фелпс                                     | Эммануэль Беар       |                      |                      |                                     |                                  |                                 |                                          |                                        |
| Франц Кригер                                   | Жан Рено             |                      |                      |                                     |                                  |                                 |                                          |                                        |
| Сара Дэйвс                                     | Кристин Скотт Томас  |                      |                      |                                     |                                  |                                 |                                          |                                        |
| Макс                                           | Ванесса Редгрейв     |                      |                      |                                     |                                  |                                 |                                          |                                        |
| Ханна Уильямс                                  | Ингеборга Дапкунайте |                      |                      |                                     |                                  |                                 |                                          |                                        |
| Джек Хармон                                    | Эмилио Эстевес       |                      |                      |                                     |                                  |                                 |                                          |                                        |
| Шон Амброуз                                    |                      | Дугрей Скотт         |                      |                                     |                                  |                                 |                                          |                                        |
| Найя Нордофф-Холл                              |                      | Тэнди Ньютон         |                      |                                     |                                  |                                 |                                          |                                        |
| Хью Стамп                                      |                      | Ричард Роксбург      |                      |                                     |                                  |                                 |                                          |                                        |
| Билли Бэрд                                     |                      | Джон Полсон          |                      |                                     |                                  |                                 |                                          |                                        |
| Джон К. Макклой                                |                      | Брендан Глисон       |                      |                                     |                                  |                                 |                                          |                                        |
| Доктор Нехорвич                                |                      | Раде Шербеджия       |                      |                                     |                                  |                                 |                                          |                                        |
| Суонбэк                                        |                      | Энтони Хопкинс       |                      |                                     |                                  |                                 |                                          |                                        |
| Бенджи Данн                                    |                      |                      | Саймон Пегг          | Саймон Пегг                         | Саймон Пегг                      | Саймон Пегг                     | Саймон Пегг                              | Саймон Пегг                            |
| Джулия Мид / Джулия Хант                       |                      |                      | Мишель Монаган       | Мишель Монаган                      |                                  | Мишель Монаган                  |                                          |                                        |
| Оуэн Дэвиан                                    |                      |                      | Филип Сеймур Хоффман |                                     |                                  |                                 |                                          |                                        |
| Джон Масгрейв                                  |                      |                      | Билли Крудап         |                                     |                                  |                                 |                                          |                                        |
| Деклан Гормли                                  |                      |                      | Джонатан Рис-Майерс  |                                     |                                  |                                 |                                          |                                        |
| Линдси Фэррис                                  |                      |                      | Кери Расселл         |                                     |                                  |                                 |                                          |                                        |
| Зэн Лей                                        |                      |                      | Мэгги Кью            |                                     |                                  |                                 |                                          |                                        |
| Теодор Брассел                                 |                      |                      | Лоренс Фишберн       |                                     |                                  |                                 |                                          |                                        |
| Уильям Брандт                                  |                      |                      |                      | Джереми Реннер                      | Джереми Реннер                   |                                 |                                          |                                        |
| Джейн Картер                                   |                      |                      |                      | Пола Паттон                         |                                  |                                 |                                          |                                        |
| Анатолий Сидоров                               |                      |                      |                      | Владимир Машков                     |                                  |                                 |                                          |                                        |
| Тревор Ханауэй                                 |                      |                      |                      | Джош Холлоуэй                       |                                  |                                 |                                          |                                        |
| Курт Хендрикс / Кобальт                        |                      |                      |                      | Микаэль Нюквист                     |                                  |                                 |                                          |                                        |
| Руководитель ОМН                               |                      |                      |                      | Том Уилкинсон                       |                                  |                                 |                                          |                                        |
| Ильза Фауст                                    |                      |                      |                      |                                     | Ребекка Фергюсон                 | Ребекка Фергюсон                | Ребекка Фергюсон                         |                                        |
| Директор ЦРУ / руководитель ОМН Алан Ханли     |                      |                      |                      |                                     | Алек Болдуин                     | Алек Болдуин                    |                                          |                                        |
| Соломон Лейн                                   |                      |                      |                      |                                     | Шон Харрис                       | Шон Харрис                      |                                          |                                        |
| Аланна Митцополис / Белая Вдова                |                      |                      |                      |                                     |                                  | Ванесса Кирби                   | Ванесса Кирби                            |                                        |
| Директор ЦРУ / президент США Эрика Слоун       |                      |                      |                      |                                     |                                  | Анджела Бассетт                 |                                          | Анджела Бассетт                        |
| Август Уокер / Джон Ларк                       |                      |                      |                      |                                     |                                  | Генри Кавилл                    |                                          |                                        |
| Грейс                                          |                      |                      |                      |                                     |                                  |                                 | Хейли Этвелл                             | Хейли Этвелл                           |
| Габриэль                                       |                      |                      |                      |                                     |                                  |                                 | Эсай Моралес                             | Эсай Моралес                           |
| Пэрис                                          |                      |                      |                      |                                     |                                  |                                 | Пом Клементьефф                          | Пом Клементьефф                        |
| Джаспер Бриггс / Джим Фелпс-младший            |                      |                      |                      |                                     |                                  |                                 | Шей Уигем                                | Шей Уигем                              |

## Съёмочная группа
| Роль          | Фильм                       | Фильм                  | Фильм                                           | Фильм                                                                                | Фильм                                                                                | Фильм                                                         | Фильм                                    | Фильм                                  |
| Роль          | Миссия невыполнима          | Миссия невыполнима 2   | Миссия невыполнима 3                            | Миссия невыполнима: Протокол Фантом                                                  | Миссия невыполнима: Племя изгоев                                                     | Миссия невыполнима: Последствия                               | Миссия невыполнима: Смертельная расплата | Миссия невыполнима: Финальная расплата |
| ------------- | --------------------------- | ---------------------- | ----------------------------------------------- | ------------------------------------------------------------------------------------ | ------------------------------------------------------------------------------------ | ------------------------------------------------------------- | ---------------------------------------- | -------------------------------------- |
| Режиссёр      | Брайан Де Пальма            | Джон Ву                | Джей Джей Абрамс                                | Брэд Бёрд                                                                            | Кристофер Маккуорри                                                                  | Кристофер Маккуорри                                           | Кристофер Маккуорри                      | Кристофер Маккуорри                    |
| Продюсеры     | Том Круз и Пола Вагнер      | Том Круз и Пола Вагнер | Том Круз и Пола Вагнер                          | Том Круз, Джей Джей Абрамс, Брайан Берк, Дэвид Эллисон, Дана Голдберг и Дон Грэнджер | Том Круз, Джей Джей Абрамс, Брайан Берк, Дэвид Эллисон, Дана Голдберг и Дон Грэнджер | Том Круз, Джей Джей Абрамс, Кристофер Маккуорри и Джек Майерс | Том Круз и Кристофер Маккуорри           | Том Круз и Кристофер Маккуори          |
| Сценарист(ы)  | Дэвид Кепп и Роберт Таун    | Роберт Таун            | Алекс Куртцман, Роберто Орси и Джей Джей Абрамс | Джош Аппелбаум и Андре Немец                                                         | Кристофер Маккуорри                                                                  | Кристофер Маккуорри                                           | Кристофер Маккуорри                      | Кристофер Маккуорри                    |
| Композитор(ы) | Дэнни Эльфман и Лало Шифрин | Ханс Циммер            | Майкл Джаккино                                  | Майкл Джаккино                                                                       | Джо Крэмер                                                                           | Лорн Балф                                                     | Лорн Балф                                | Макс Арудж и Алфи Годфри               |
| Оператор      | Стивен Х. Берум             | Джеффри Л. Кимболл     | Дэниэл Миндел                                   | Роберт Элсвит                                                                        | Роберт Элсвит                                                                        | Роб Харди                                                     | Фрайзер Таггерт                          | Фрайзер Таггерт                        |

## Критика и сборы

### Реакция критиков
| Фильм                                    | Rotten Tomatoes   | Metacritic      | CinemaScore |
| ---------------------------------------- | ----------------- | --------------- | ----------- |
| Миссия невыполнима                       | 63% (57 отзывов)  | 59 (29 отзывов) | B+          |
| Миссия невыполнима 2                     | 57% (148 отзывов) | 59 (40 отзывов) | B           |
| Миссия невыполнима 3                     | 70% (221 отзыв)   | 66 (42 отзыва)  | A−          |
| Миссия невыполнима: Протокол Фантом      | 93% (242 отзыва)  | 73 (47 отзывов) | A−          |
| Миссия невыполнима: Племя изгоев         | 93% (310 отзывов) | 75 (46 отзывов) | A−          |
| Миссия невыполнима: Последствия          | 97% (411 отзывов) | 86 (60 отзывов) | A           |
| Миссия невыполнима: Смертельная расплата | 96% (429 отзывов) | 81 (66 отзывов) | A           |

### Кассовые сборы (по данным сайтаBox Office Mojo)
| Фильм                                    | Дата выхода     | Сборы          | Сборы          | Сборы          | Бюджет         | Прим.  |
| Фильм                                    | Дата выхода     | США и Канада   | За границей    | Весь мир       | Бюджет         | Прим.  |
| ---------------------------------------- | --------------- | -------------- | -------------- | -------------- | -------------- | ------ |
| Миссия невыполнима                       | 22 мая 1996     | $180 981 856   | $276 714 503   | $457 696 359   | $80 000 000    | [ 18 ] |
| Миссия невыполнима 2                     | 24 мая 2000     | $215 409 889   | $330 978 216   | $546 388 105   | $125 000 000   | [ 19 ] |
| Миссия невыполнима 3                     | 5 мая 2006      | $134 029 801   | $263 820 211   | $397 850 012   | $150 000 000   | [ 20 ] |
| Миссия невыполнима: Протокол Фантом      | 14 декабря 2011 | $209 397 903   | $485 315 477   | $694 713 380   | $145 000 000   | [ 21 ] |
| Миссия невыполнима: Племя изгоев         | 31 июля 2015    | $195 042 377   | $487 671 890   | $682 714 267   | $150 000 000   | [ 22 ] |
| Миссия невыполнима: Последствия          | 27 июля 2018    | $220 159 104   | $570 956 000   | $791 115 104   | $178 000 000   | [ 23 ] |
| Миссия невыполнима: Смертельная расплата | 12 июля 2023    | $172 135 383   | $395 400 000   | $567 535 383   | $291 000 000   | [ 24 ] |
| Всего                                    | Всего           | $1 327 156 313 | $2 810 856 297 | $4 138 012 610 | $1 119 000 000 | [ 25 ] |